# هيئة عامة (هولندا)
في هولندا مصطلح الهيئة العامة (ترجمة حرفية من المصطلح الهولندي "lichaam openbaar") هو لقب عام للتقسيمات الإدارية داخل المملكة الهولندية مثل حكومة مركزية، مقاطعة، بلدية أو مجلس مياه. ويتم تعريف هذه الأنواع من الكيانات السياسية من خلال الدستور الهولندي.
بالإضافة إلى ذلك تنص المادة 134 من الدستور على تعريف الهيئات العامة الأخرى بموجب القانون. وهذه الهيئات يمكن أن تعدل، مثل الرابطة الهولندية للمحاماة (بالهولندية:Nederlandse Orde van Advocaten)، أو تشكل لأداء وظائف في منطقة محددة، هذا يعني أن مصطلح «هيئة عامة» يستخدم أحياناً للإشارة إلى نوع خاص أو غير نظامي من الهيئات العامة (بدون اسم معرف على وجه التحديد) والذي يمكن أيضاً أن يكون تقسيماً إدارياً أو نوعاً آخراً معيناً من منظمة غير حكومية. والأمثلة البارزة على التقسيمات الإدارية «الهيئات العامة» ما يلي:
بونير، سينت أوستاتيوس وسابا (2010 إلى الوقت الحاضر) (غالباً ما يشار إليها باسم «البلديات الخاصة»، وهي ليست جزءاً من أي مقاطعة).
والهيئة العامة راينموند 1964-1986 (بالهولندية: openbaar Rijnmond lichaam)
وقد تم تقديم اقتراح بإعطاء بونير، وسابا وسينت أوستاتيوس حالة أخرى، وأن تتخذ وضع الهيئات العامة الكاريبية. هذا الاقتراح لم يتم الانتهاء منه حتى الآن، لأنه ليس في البرلمان بعد.
على المستوى الإقليمي، يمكن للبلديات والمقاطعات ومجالس المياه والهيئات العامة الكاريبية أن تشكل هيئات عامة داخلية كما يحددها قانون الترتيبات المشتركة (الهولندية: wet gemeenschappelijke regelingen). أمثلة من هذه الهيئات ما يلي:
- المناطق/ أقاليم المدينة الإضافية (الهولندية: Plusregio's/stadsregio's): منظمات المناطق الحضرية، على سبيل المثال مناطق «أمستردام»، «روتردام»، «الاتحاد التعاوني لمنطقة آيندهوفن»، «مجمع ليمبورغ» ومنطقة «آرنم نايميخن».
- مناطق السلامة (الهولندية:veiligheidsregio's): منظمات تنسيق إدارة الكوارث، ومكافحة الحرائق.. إلخ.
- مؤسسات الخدمات الاجتماعية التي تغطي العديد من البلديات.